# إيست راند
إيست راند (بالإنجليزية: East Rand) هو الجزء الشرقي من المناطق الحضرية في ويتواترسراند التي تم دمجها وظيفيا مع مدينة جوهانسبيرج في جنوب أفريقيا. أصبحت هذه المنطقة مستوطنة من قبل الأوروبيين بعد اكتشاف شعاب مرجانية حاملة للذهب في عام 1886 وأثارت اندفاع الذهب الذي أدى إلى إنشاء جوهانسبرج.

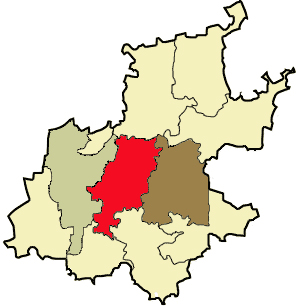
خريطة غوتنغ ، تظهر جوهانسبرج باللون الأحمر وراند الغربى باللون البني الفاتح ، و ايست راند باللون البني الغامق.

كانت البلدات السوداء الكبيرة في شرق راند مسرحاً للاشتباكات العنيفة بين المؤتمر الوطني الأفريقي وحزب الحرية إنكاثا قبل نهاية الفصل العنصري.
تمتد المنطقة من جيرميستون في الغرب إلى الينابيع في الشرق، ومن الجنوب إلى نايجل، وتشمل مدن بوكسبيرج، بينوني، براكبان، كيمتون بارك، إدنفيل، وبيدفوردفيو.
كجزء من إعادة هيكلة البلديات في جنوب أفريقيا في ذلك الوقت، تم دمج الحكومات المحلية في راند الشرقية في بلدية واحدة في عام 1999، تسمى مدينة "Ekurhuleni Metropolitan"، بمعنى «مكان السلام».
على الرغم من وجود حكومة بلدية منفصلة، مثل راند الغربي، يتم تضمين إيست راند كجزء من منطقة ويتواترسراند الحضرية. ولهذه الغاية، يشترك إيست راند في نفس رمز الطلب الهاتفي جوهانسبرغ (011 محليًا). ليس من غير المألوف أن يعمل سكان راند إيست في جوهانسبرج والعكس بالعكس..